# Bitva u Actia
Námořní bitva u Actia se odehrála 2. září roku 31 př. n. l. poblíž mysu Aktion v severní Akarnánii při vjezdu z Ionského moře do Ambrakijského zálivu v Řecku. Šlo o rozhodující střetnutí mezi dvěma nejsilnějšími členy druhého triumvirátu: Markem Antoniem a Octavianem.

## Předchozí události
Po zavraždění Gaia Julia Caesara nastalo v Římské republice období bezvládí, které vyústilo ve spojenectví mezi Caesarovým nejvyšším vojenským velitelem Markem Antoniem a Caesarovým adoptivním synem Octavianem, doprovázené vzájemnou nevraživostí. Kompromis, na němž se spojenectví zakládalo, spočíval v rozdělení rozsáhlého římského teritoria. Západní Středomoří a Itálii získal pod svou správu Octavianus, Antonius pak Blízký Východ a Řecko. Dohodu pak zpečetil Antonius sňatkem s Octavianovou sestrou Octavií Minor.
Roku 37 př. n. l. se Antonius na svém tažení proti Parthům setkal v Sýrii s Kleopatrou, která mu přivedla dvojčata, jež mu porodila – chlapce Alexandra Helia a dceru Kleopatru Seléné. Antonius se s ní oženil podle egyptského zvyku; později zplodil dalšího syna Ptolemaia Filadelfa. Podporuje Kleopatru v jejím úsilí o obnovení ptolemaiovské říše. Antonius po katastrofální bitvě s Parthy odchází do Alexandrie, kde rozděluje východní území římského teritoria mezi Kleopatru a své děti. S Octavií se rozvedl. V Římě zejména pak prosazoval Caesarova a Kleopatřina syna Caesariona jako jediného legitimního Caesarova dědice. Senát postavil Antonia mimo zákon a Kleopatře vyhlásil válku.

## Bitva
2. září roku 31 př. n. l., nedaleko mysu Aktion, došlo mezi Markem Antoniem, Kleopatrou a Octavianem k rozhodující námořní bitvě o nadvládu nad římským světem, která položila základ novému uspořádání římského státu nazývaného pro příště Imperium Romanum.
Antoniovo vojsko tábořící před bitvou na okraji bažinaté nížiny u mysu Aktion, sužované malárií, odříznuté od zásobování, čelilo neustále zhoršující se situaci. Velká část veslařů zemřela, navíc vojáci nesli nelibě vlajku s portrétem Kleopatry, pod kterou měli bojovat; někteří proto dezertovali k Octavianovi. Antonius spálil část loďstva, pro které postrádal veslaře, a připravil se s Kleopatrou k přesunu vojenských sil na jih Ambrakijského zálivu. Druhého září vyplul s 230 loděmi na otevřené moře. Zde jej očekávala téměř dvojnásobná přesila lodí Octaviana a Marka Vipsania Agrippy, které mu v oblouku od severu k jihu zablokovaly cestu. Antoniovi nezbývalo než držet své lodi těsně u sebe a čekat. Doufal, že s využitím velkých lodí zatlačí severní křídlo Agrippova loďstva. Octavianovy a Agrippovy lodě však zůstaly stát mimo dosah. Antonius byl nucen krátce po poledni roztáhnout linii a přejít od obrany pobřeží k útoku. Jeho lodě postrádaly dostatečnou posádku, a tudíž se nedaly plně využít pro bojovou taktiku, k níž byly navrženy, tj. dostatečná rychlost potřebná k proražení nepřátelské lodi zobcem. Octavianovy lehčí liburnské lodě manévrovaly tak, aby se veslaři Antoniových lodí unavili. Pak je napadaly a postupně obkličovaly. Vojáci vrhali na nepřátelské lodi kamenné střely z katapultů a praků a stříleli šípy z balist a luků. Stále více Antoniových lodí bylo obklíčeno a vyřazeno z boje.
Kleopatra nečekaně proplula s šedesáti loděmi středem bitvy, vztyčila plachty a zamířila na jih. Bylo to znamení k ústupu, avšak Antoniovy lodě zůstaly obklíčené Octavianovým loďstvem. Antonius je proto opustil a na malém člunu proklouzl Octavianovou linií. Z celkem pěti set lodí Antonia a Kleopatry se jich vrátilo do Egypta kolem šedesáti. Ostatní lodě byly zničeny. Antonius se v Egyptě ještě pokusil přeskupit vojsko, většina vojáků však dezertovala k Octavianovi.

## Důsledky bitvy
Dohrou bitvy u Actia bylo Octavianovo a Agrippovo vylodění v Egyptě, které podnikli 1. srpna roku 30 př. n. l. Římské vojsko, dosud rozdělené na dvě téměř stejné části, z nichž jedné velel Octavianus a druhé Antonius, se díky hromadné dezerci Antoniových vojáků sjednotilo pod jedno velení. Antonius neměl prakticky příležitost svého vojska využít na obranu Egypta. Antonius v den vylodění Octavianova vojska spáchal sebevraždu – nalehl na meč v domnění, že tak učinila i Kleopatra. Kleopatra poté, co se marně pokusila vyjednávat s Octavianem o kapitulaci, spáchala 12. srpna roku 30 př. n. l. sebevraždu.
Octavianus si tak zajistil absolutní nadvládu nad Středomořím a vrchní velení nad armádou. Ukončil zmatky, které nastaly po Caesarově vraždě, a zároveň stvrdil svůj nárok na Caesarovo nástupnictví. Octavianus tak získává moc a postavení, které jej činí předním římským občanem – principem. Pokládá tím základy nové formy vlády soustředěné do rukou jedince, který má svrchovanou moc. Senát jako základ republiky se dál schází a rokuje, avšak právo rozhodovací má princeps. Egypt se stal římskou provincií Aegyptus.